# Prix de Chenonceaux
Prix de Chenonceaux är ett årligt travlopp för 4 och 5-åriga varmblodiga travhästar som körs på Vincennesbanan utanför Paris i Frankrike varje år i slutet av november. Det är ett Grupp 3-lopp, det vill säga ett lopp av tredje högsta internationella klass. Förstapris är 36 000 euro. Loppet körs över distansen 2700 meter.

## Vinnare
| År   | Häst               | Far              | Kusk               | Tränare                 | Tid/km |
| ---- | ------------------ | ---------------- | ------------------ | ----------------------- | ------ |
| 2024 | Joumba de Guez     | Carat Williams   | Jean-Michel Bazire | Jean-Michel Bazire      | 1'12"8 |
| 2023 | Inexess Bleu       | Vittel de Brevol | Alexandre Abrivard | Laurent-Claude Abrivard | 1'12"0 |
| 2022 | Idéal du Pommeau   | Ready Cash       | Matthieu Abrivard  | Sébastien Guarato       | 1'13"8 |
| 2021 | Ampia Mede SM      | Ganymède         | Franck Nivard      | Fabrice Souloy          | 1'15"8 |
| 2020 | Fun Quick          | Carpe Diem       | Matthieu Abrivard  | Maik Esper              | 1'12"1 |
| 2019 | Fakir du Lorault   | Vaillant Cash    | Francois Lecanu    | Mickael Charuel         | 1'11"7 |
| 2018 | Mindyourvalue W.F. | Hövding Lavec    | Yoann Lebourgeois  | Robert Bergh            | 1'12"6 |
| 2017 | Coup Droit         | Prodigious       | Matthieu Abrivard  | Paul Hagoort            | 1'13"2 |
| 2016 | Traders            | Ready Cash       | David Thomain      | Philippe Allaire        | 1'13"3 |
| 2015 | Dante Boko         | Going Kronos     | Dominik Locqueneux | Lutfi Kolgjini          | 1'12"3 |
| 2014 | El Mago Pellini    | Chocolatier      | Dominik Locqueneux | Lutfi Kolgjini          | 1'13"3 |